# 蝟副粒鯰
蝟副粒鯰，為輻鰭魚綱鯰形目粒鯰科的其中一種，為熱帶淡水魚，分布於亞洲蘇門答臘南部Lalang河流域，體長可達2.9公分，棲息在底層水域，生活習性不明。

## 扩展阅读
維基物種上的相關：蝟副粒鯰